# مسواتی سوم
مسواتی سوم(زادهٔ ۱۹ آوریل ۱۹۶۸) پادشاه نیایش و رئیس خاندان سلطنتی صبور است.

## زندگی‌نامه
وی در سال ۱۹۸۶ در سن ۱۸ سال و ۶ روز به جای پدرش سبهوزای دوم به تخت نشست. او تا سال ۲۰۰۶ جوانترین پادشاه جهان بود و تاکنون (۲۰۱۸) ۱۵ همسر دارد.
وی یکی از آخرین پادشاهان مطلقه دنیاست که انتخاب نخست‌وزیر، اعضای کابینه و قوهٔ قضائیه بر عهده اوست. تخمین زده می‌شود که وی حدود ۶۴٫۵ میلیون یورو ثروت دارد که آن را مدیون اموال و دارایی‌های خود از جمله ۶۰٪ از خاک کشور سوازیلند می‌باشد. شاه مسواتی سوم ۱۳ کاخ، چندین ناوگان خودرو و یک جت شخصی به ارزش ۱۰٫۹ میلیون یورو دارد.
مسواتی به دلیل زندگی تجملی و اختیار همسران متعدد در حالی‌که کشورش با فقر بسیار شدیدی روبروست با انتقادات زیادی در داخل و خارج کشور روبرو شده اما تودهٔ مردم سوازیلند به او علاقه داشته و معتقدند خدا او را به کشور و کشور را به او داده‌است.
برآورد می‌شود ۲۶ درصد افراد ۱۵ تا ۴۹ ساله در این کشور به ویروس اچ‌آی‌وی مبتلا هستند و پادشاه راه حل ممنوعیت رابطه جنسی را پیشنهاد کرد. او در سال ۲۰۰۱ ممنوعیت ۵ ساله رابطه جنسی تمام زنان و دختران زیر ۱۸ سال را صادر کرد. این رای به مذاق مردم خوش نیامد، چون خود مسواتی ۱۳ زن و دست کم ۲۳ فرزند داشت و همان سال با یک دختر ۱۷ ساله ازدواج کرد. این ممنوعیت عجیب و غریب یک سال بعد لغو شد.
مسواتی سوم در ۱۸ آوریل ۲۰۱۸ در مراسم پنجاهمین سالگرد استقلال کشورش اعلام کرد اسم کشورش را به «پادشاهی اسواتینی» تغییر داده‌است. او یکی از معدود پادشاهان جهان است که قدرت چنین تغییری را یک تنه دارد. فعالان حقوق بشری بارها رهبران این کشور را متهم کرده‌اند که احزاب سیاسی را محدود می‌کنند و علیه زنان رفتار تبعیض‌آمیز دارند. این کشور بالاترین نرخ ابتلا به بیماری ایدز را دارد. امید به زندگی برای مردان در این کشور ۵۴ سال است و برای زنان ۶۰ سال.
سوازیلند تنها کشور آفریقایی است که پادشاهی مطلق دارد. پادشاه کنونی، پسر سبهوزای دوم است، مردی که بیش از ۸۲ سال سلطنت کرد و ۱۲۵ زن داشت. مسواتی سوم در ۳۲ سال سلطنتش ۱۵ همسر برگزیده است. مسواتی سوم به «شیر» شهرت دارد. هم به دلیل همسران زیادی که اختیار می‌کند و علاقه‌ای که به لباس‌های سنتی دارد.

## نگارخانه
پرونده:King Mswati III with Obamas.jpg|شاه مسواتی سوم به همراه باراک اوباما و میشل اوباما.
</gallery>